# Estación de Manantiales
Manantiales fue una estación de ferrocarril situada en el municipio español de Paterna del Campo, en la provincia de Huelva. Las instalaciones formaban parte del ferrocarril minero de Riotinto.

## Historia
Perteneciente al ferrocarril de Riotinto, estaba situada a 160,30 metros de altitud. Las instalaciones estaban ubicadas a mitad de trayecto entre Riotinto y Huelva, por lo que la estación contó con unos amplios talleres para atender a las locomotoras. También era el punto de la línea en que se cambiaban las locomotoras de los trenes mineros procedentes de Riotinto que se dirigían al puerto de Huelva. Además del propio edificio de la estación, considerada una de las más importantes de todo el trazado, también había un conjunto de viviendas en los alrededores. El ferrocarril minero fue clausurado en 1984, aunque la estación de Manantiales ya estaba inactiva para entonces. En la actualidad el antiguo complejo se encuentra abandonado y parcialmente desaparecido.